# Peugeot 908
La Peugeot 908 è una vettura Sport Prototipo da competizione, costruita dalla casa automobilistica francese Peugeot secondo le norme ACO classe LM-P1 per gareggiare nel 2011 nel campionato Intercontinental Le Mans Cup e alla 24 Ore di Le Mans. È stata progettata dalla Peugeot Sport per sostituire nelle competizioni endurance la precedente Peugeot 908 HDi FAP di cui mantiene quasi lo stesso nome per motivi di marketing.

## Tecnica
Nel 2010 l'ACO varò un nuovo regolamento tecnico per i prototipi con validità a partire dal 2011, volto alla riduzione delle potenze massime dei motori di circa 150 CV attraverso nuovi limiti di cilindrata massima e frazionamento di questi ultimi, consentendo inoltre l'utilizzo di sistemi di recupero dell'energia cinetica in frenata (KERS).
La Peugeot 908 HDi con motore V12 fino ad allora impiegata nelle competizioni, non sarebbe più stata conforme alla normativa tecnica e allo stesso tempo perdendo competitività (potendo gareggiare esclusivamente in via transitoria per la stagione agonistica 2011 seppur rivista con rilevanti limitazioni al motore), perciò la Peugeot Sport nella sua sede di Vélizy sotto la direzione tecnica di Bruno Famin già nel corso del 2009, iniziò lo studio di una nuova LMP1 conforme ai nuovi regolamenti. I tecnici Peugeot decisero di mantenere una conformazione chiusa dell'abitacolo, per vantaggi aerodinamici e per garantire una maggiore sicurezza ai piloti in caso di incidente, svilupparono un nuovo telaio, un inedito motore V8 e una diversa redistribuzione dei pesi. Conosciuta inizialmente con la sigla provvisoria 90X, fu svelata il 30 ottobre 2010 e solo successivamente ribattezzata semplicemente Peugeot 908 per una sorta di continuità nel programma agonistico intrapreso nell'endurance.

### Motore
Il prototipo è mosso da un motore V8 turbodiesel denominato HDi, di 3.700 cm³, quattro valvole per cilindro, in grado di sviluppare circa 550 CV di potenza. L'angolo tra le due bancate di cilindri è di 90º, l'impianto di iniezione diretta common rail è fornito dalla Bosch. In base al regolamento, questa unità è dotata di due flange da 33,5 mm poste sui collettori di aspirazione e di due valvole pop-off che agiscono sui due turbocompressori Garrett con una pressione massima di 3,00 bar, questo al fine di limitare la potenza massima mediante la limitazione della quantità d'aria necessaria alla combustione interna. I collettori di scarico sono dotati di filtro antiparticolato FAP, utilizzato per ridurre le emissioni inquinanti.

### Trasmissione
Il motore posteriore longitudinale trasmette la propria potenza alle ruote motrici posteriori tramite un cambio logitudinale, sequenziale a 6 rapporti (più retromarcia) a comando elettropneumatico con palette attuatrici poste sul volante, la scatola del cambio fornita dallo specialista inglese Ricardo è realizzata in fibra di carbonio ed è collegata ad un differenziale autobloccante a slittamento controllato.

### Aerodinamica
La 908, come la sua progenitrice, è un prototipo coupé, i progettisti Peugeot ritengono questa soluzione più efficiente. La conformazione chiusa di questa vettura consente di realizzare un telaio più rigido grazie al montante posto sul parabrezza, anche il profilo aerodinamico ne giova risultando migliore rispetto ad una sport aperta.
Gli elementi più innovativi sono la grossa presa d'aria dinamica a sezione ogivale per l'alimentazione del propulsore posta sopra il cofano motore (come sulla Peugeot 905) da cui si eleva una pinna stabilizzatrice imposta dal regolamento. Il muso della vettuta è dotato di uno splitter complementare ad un diffusore che genera un importante effetto suolo all'avantreno grazie al flusso d'aria che lo investe mentre è in movimento e che viene espulso principalmente tramite le paratie laterali lungo le fiancate e in parte dallo scivolo estrattore posteriore. 
La 908 a seconda dei circuiti dispone di due versioni di carrozzeria: una per i circuiti medio-lenti con cofano anteriore dotato di aperture che incanalano aria attraverso i push rod delle sospensioni anteriori per poi raffreddare gli organi del motore posti all'interno delle fiancate dotate di sfoghi d'aria verticali, la seconda variante è a basso carico aerodinamico specifica per il circuito di Le Mans con un cofano che convoglia il flusso d'aria al di sopra delle sospensioni riducendo la resistenza aerodinamica generata dagli organi meccanici all'interno delle pance laterali dotate di sfoghi d'aria di ridotte dimensioni.

### Telaio
Il telaio della vettura è una monoscocca realizzata in fibra di carbonio, dello stesso materiale la carrozzeria, il peso della vettura è di 900 kg.
Le sospensioni sono del tipo indipendenti, hanno uno schema a triangoli sovrapposti con puntoni diagonali (push rod) sia all'avantreno e che al retrotreno con barre antirollio regolabili, lo sterzo a cremagliera e servoassistito elettricamente, monta pneumatici Michelin su cerchi BBS in magnesio da 18" di diametro. Per migliorare l'aderenza dell'avantreno, sull'asse anteriore sono montati degli pneumatici larghi quanto quelli posteriori.

## Versione ibrida

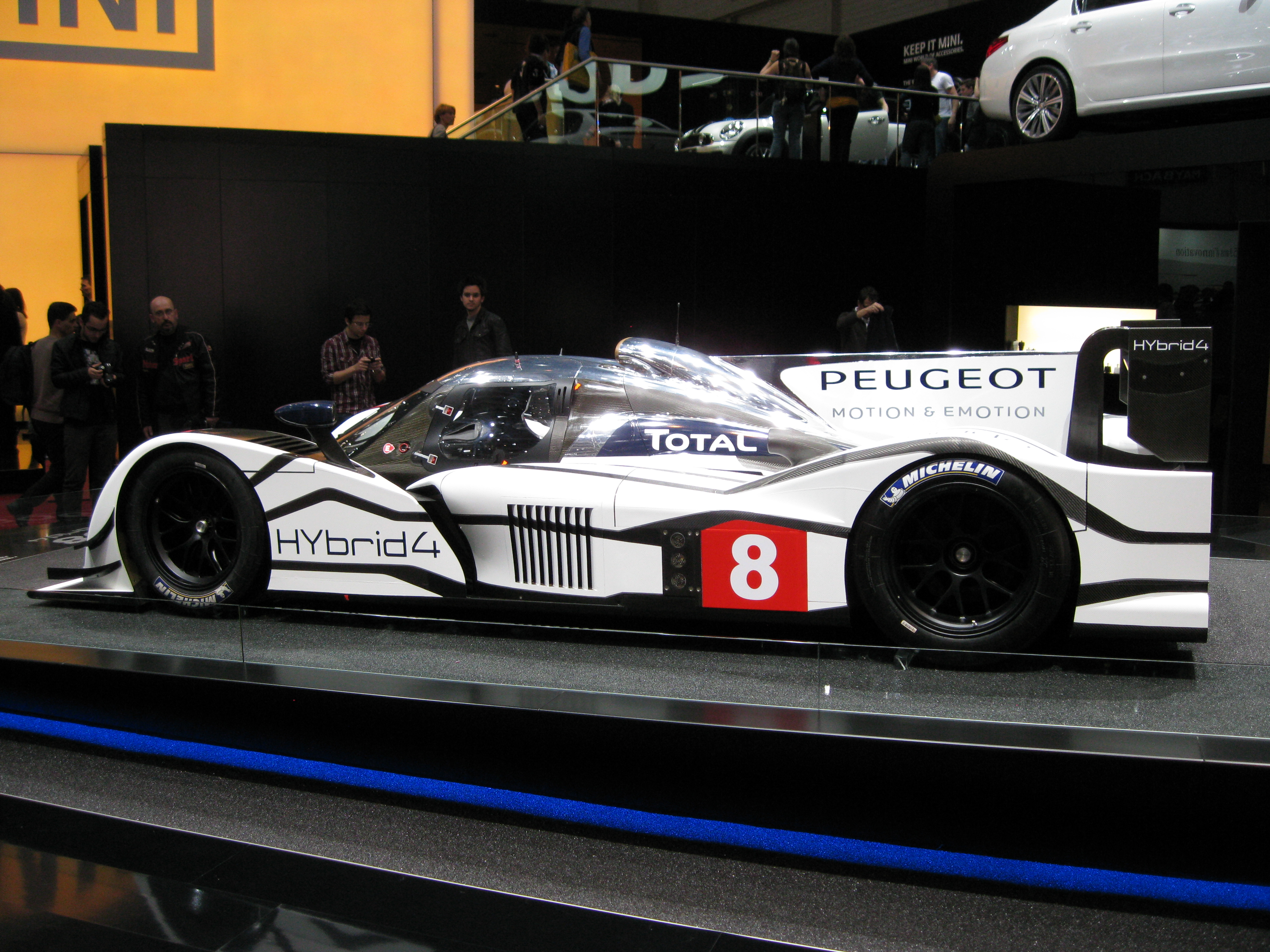
Peugeot 908 HYbrid4

Al Salone di Ginevra 2011, la Peugeot presenta la 908 HYbrid4, una variante a propulsione ibrida del prototipo francese: oltre al consueto motore V8 Diesel dispone anche di un sistema di recupero dell'energia cinetica nelle fasi di frenata che viene poi restituita nelle successive accelerazioni. Tale soluzione, già vista nel 2008 sulla Peugeot 908 HDi HY, è stata nel frattempo sviluppata e perfezionata per l'impiego in gara, reso possibile grazie ai nuovi regolamenti ACO.
Durante le frenate, il sistema ibrido sviluppa una potenza massima di 60 kW (80 CV in aggiunta ai 550 CV del motore Diesel), che viene trasferita automaticamente alle ruote motrici posteriori per alcuni secondi nella successiva fase di accelerazione della vettura; l'energia accumulata tramite batterie agli ioni di litio è pari a 500 kJ tra le due fasi di frenata. La 908 può muoversi anche in modalità totalmente elettrica, operazione consentita nella corsia box dei circuiti.
La Peugeot 908 HYbrid4 fu provata esclusivamente in test privati e non gareggiò mai, poiché nel 2011 la squadra francese preferì concentrarsi sullo sviluppo del modello base, il successivo ritiro dalle competizioni nel 2012 decretarono la conclusione di questo progetto.

## Risultati sportivi
La 908 debutta in gara con 2 esemplari alla 12 Ore di Sebring 2011, confrontandosi con le collaudate Audi R15+, la Peugeot 908 HDi FAP del team Oreca e la nuova Honda HPD ARX-01e. Stéphane Sarrazin ottiene la pole position, in gara le vetture francesi mantengono un ritmo elevato costruendo anche un discreto margine sugli avversari, tuttavia le neutralizzazioni dovute all'ingresso della safety car riducono il loro vantaggio. Marc Gené nel tentativo di superare l'Audi di Dindo Capello, urta le barriere e danneggia la sospensione della propria vettura perdendo per le riparazioni 17 giri. L'altra 908, la numero 8 al comando per diverse ore, deve fermarsi per un breve rifornimento e successivamente Pedro Lamy compie un testa coda, scivolando così in terza posizione finale, dietro ai vincitori della Peugeot-Oreca e alla Honda Highcroft, la 908 numero 7 conclude invece all'ottavo posto. Alla 1000 km di Spa, arriva la prima vittoria stagionale, mentre a Le Mans le tre Peugeot ufficiali conquistano il secondo, terzo e quarto posto assoluto dietro l'Audi R18 TDI. Il team Peugeot si aggiudica le restanti 4 prove di campionato, vincendo a Imola, Silverstone, Petit Le Mans e Zhuhai, facendo suo il titolo costruttori dell'ILMC con una gara di anticipo.
Il 18 gennaio 2012 con un comunicato stampa la Peugeot annunciò inaspettatamente il proprio ritiro dalle competizioni endurance a causa di problemi economici e dichiarando di voler concentrare le proprie risorse sul lancio di modelli stradali che in quel periodo erano in procinto di debuttare sul mercato.